# Peter Simon Pallas
Peter Simon Pallas (Berlim, 22 de setembro de 1741 — 8 de setembro de 1811) foi um zoólogo alemão, que se tornou famoso na Rússia.

## Vida
Filho de um professor de cirurgia, estudou com professores particulares interessando–se por história natural. Cursou a Universidade de Halle e a Universidade de Göttingen. Em 1760 transferiu-se para a Universidade de Leiden, onde adquiriu grau de doutor com a idade de 19 anos.
Após a graduação viajou pelos Países Baixos e Reino Unido, aperfeiçoando seus conhecimentos médicos e cirúrgicos. Estabeleceu-se em Haia onde, seu novo sistema de classificação animal foi elogiado por Cuvier. Escreveu Miscellania Zoológica (1766), que incluía a descrição de vários vertebrados novos à ciência que tinha descoberto em coleções de museus holandeses. Após uma viagem a sul da África e leste da Índia retornou, a chamado do seu pai, a Berlim onde iniciou seu trabalho sobre Spicilegia Zoologica (1767-1780).
Em 1767 Pallas foi convidado pela Imperatriz Catarina II da Rússia para tornar-se professor da Academia de Ciências de São Petersburgo. Entre 1769 e 1774 liderou uma expedição a Sibéria coletando espécimes do seu interesse. Neste tempo explorou a parte superiores do Amur, o Mar Cáspio, os Montes Urais e as Montanhas Altai, alcançando o distante Lago Baikal.
Em 1772 Pallas recolheu 700 kg de um metal encontrado perto da cidade de Krasnoyarsk, providenciando o seu transporte para São Petersburgo. Análise subsequente do metal demonstrou que era um novo tipo de meteorito. Estes novos tipos de meteoritos são chamados pallasitos. O meteorito encontrado por Pallas é denominado Krasnoyarskou, às vezes chamado de "ferro de Pallas", nomeado por Ernst Chladni em 1794. Entre 1793 e 1794 liderou uma segunda expedição ao sul da Rússia, visitando a Crimeia e o Mar Negro.
Durante a sua estadia em São Peterburgo, Pallas descobriu os diários da expedição de Georg Steller ao mar de Bering, que mandou editar. Baseado nestes relatos, Pallas descreveu cientificamente muitas das espécies avistadas pela primeira vez por Steller.
Encontra-se sepultado no Friedhöfe vor dem Halleschen Tor em Berlim.

## Trabalhos

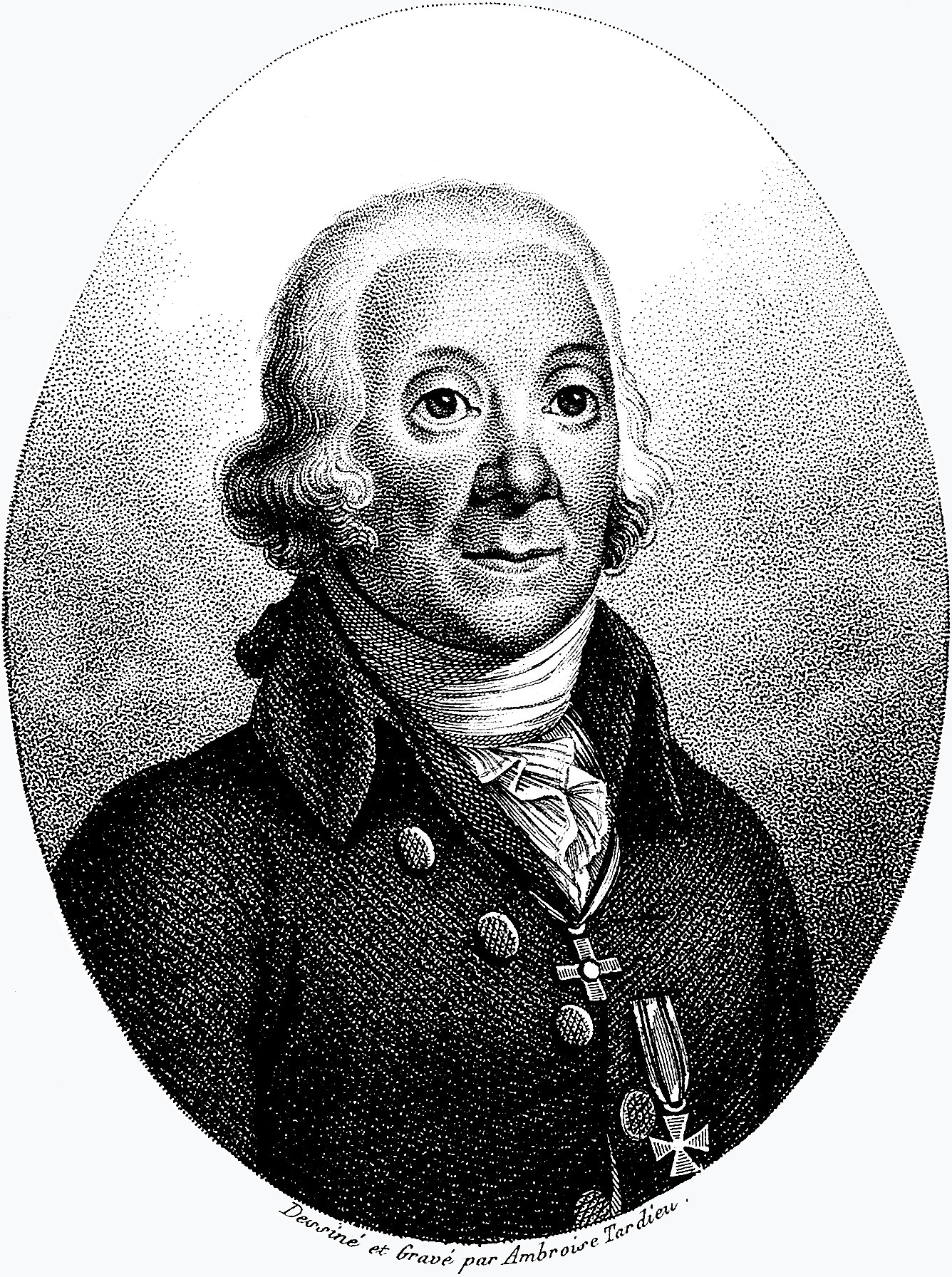
Peter Simon Pallas

- Elenchus zoophytorum, sistens generum adumbrationes generaliores et specierum cognitarum succinctas descriptiones, cum selectis auctorum synonymis. van Cleef, Den Haag 1766. doi:10.5962/bhl.title.6595
- Miscellanea zoologica, quibus novæ imprimis atque obscuræ animalum species describuntur et observationibus iconibusque illustrantur. Den Haag 1766.
- Spicilegia zoologica. Berlin 1767–1780. doi:10.5962/bhl.title.39832
- Lyst der Plant-Dieren, bevattende de algemeene schetzen der geslachten en korte beschryvingen der bekende zoorten. van Paddenburg & van Schoonhoven, Utrecht 1768.
- Naturgeschichte merkwürdiger Thiere. Berlin 1769–1778.
- Dierkundig mengelwerk, in het welke de nieuwe of nog duistere zoorten van dieren, door naauwkeurige afbeeldingen, beschryvingen en verhandelingen opgehelderd worden. van Paddenburg & van Schoonhoven, Utrecht 1770. doi:10.5962/bhl.title.46936
- Reise durch verschiedene Provinzen des Russischen Reichs. St. Petersburg 1771–1801.
- Continens quadrupedium, avium, amphibiorum, piscium, insectorum, molluscorum aliorumque marinorum fasciculos decem. Berlin 1774.
- Sammlungen historischer Nachrichten über die mongolischen Völkerschaften. St. Petersburg, Frankfurt, Leipzig 1776–1801.
- Betrachtungen über die Beschaffenheit der Gebürge und Veränderungen der Erdkugel, besonders in Beziehung auf das Rußische Reich. Hartknoch, Frankfurt 1778.
- Miscellanea zoologica. Leiden 1778.
- Novae species quadrupedum e glirium ordine, cum illustrationibus variis complurium ex hoc ordine animalium. Walther, Erlangen 1778. doi:10.5962/bhl.title.15686
- Natuurlyke historie van nieuwe en nog weinig bekende soorten van dieren. van Esveldt & Holtrop, Amsterdam 1779.
- Observations sur la formation des montagnes et les changements arrivés au globe. Segaud, St. Petersburg 1779.
- Сравнительные словари всех языков и наречий, собранные десницею всевысочайшей особы. St. Petersburg 1787–1789.
- Bemerkungen auf einer Reise in die südlichen Statthalterschaften des Russischen Reichs, in den Jahren 1793 und 1794. Martini, Leipzig 1799–1803. doi:10.5962/bhl.title.48470 doi:10.5962/bhl.title.48469
- Observations faites dans un Voyage entrepris dans les Gouvernements méridionaux de l’Empire de Russie dand les années 1793 et 1794, traduit de l’allemand. Godefroi Martini, Leipzig 1801.
- Enumeratio plantarum in horto Procopii a Demidof. St. Petersburg 1781.
- Tagebuch zwoer Reisen, welche in den Jahren 1727, 1728 und 1736 von Kjachta und Zuruchaitu durch die Mongoley nach Peking gethan worden von Lorenz Lange … Mitgetheilt durch Prof. Pallas Leipzig, bey Johann Zacharias Logan, Buchhändlern in St. Petersburg. (books.google.de)
- Icones Insectorum praesertim Rossicae, Sibiriaeque peculiarium. Walther, Erlangen 1781–1798. doi:10.5962/bhl.title.15809
- Nordische Beyträge zur physikalischen und geographischen Erd- und Völkerbeschreibung, Naturgeschichte und Oekonomie. Logan, St. Petersburg 1781–1796. (3. Band books.google.de) doi:10.5962/bhl.title.48495 doi:10.5962/bhl.title.48496 doi:10.5962/bhl.title.48498 doi:10.5962/bhl.title.48400 doi:10.5962/bhl.title.48493 doi:10.5962/bhl.title.48494
- Observations sur la formation des montagnes et les changemens arrivès à notre globe. Méquignon, St. Petersburg 1782.
- Flora Rossica seu Stirpium Imperii Rossici per Europam et Asiam, indigenarum descriptiones et icones. Weitbrecht, St. Petersburg 1784–1788.
- Linguarum totius orbis vocabularia comparativa. St. Petersburg 1786.
- Путешествие по разным местам Российского государства. St. Petersburg 1786–1809.
- Charakteristik der Thierpflanzen, worin von den Gattungen derselben allgemeine Entwürfe und von denen dazugehörigen Arten kurze Beschreibungen gegeben werden, nebst den vornehmsten Synonymen der Schriftsteller. Rasp, Nürnberg 1787.
- Voyages de M. P. S. Pallas en différentes provinces de l’empire de Russie, et dans l’Asie septentrionale. Maradan, Paris 1788–1793.
- Flora Rossica. Frankfurt 1789/90.
- Voyages en Sibérie, extraits des journaux de divers savans voyageurs. Bern 1791.
- An account of the different kinds of sheep found in the Russian dominions and among the Tartar hordes of Asia. Chapman, Edinburgh 1794.
- Voyages du Professeur Pallas dans plusieurs provinces de l’empire de Russie et dans l’Asie septentrionale. Maradan, Paris 1794.
- Краткое физическое и топографическое описание Таврической области. 1795.
- Tableau physique et topographique de la Tauride. St. Petersburg 1795.
- Physikalisch-topographisches Gemählde von Taurien. Logan, St. Petersburg 1796.
- Tagebuch einer Reise, die im Jahr 1781 von der Gränzfestung Mosdok nach dem innern Caucasus unternommen worden. Logan, St. Petersburg 1797.
- Plantae novae ex herbario et schedis defuncti Botanici Ioanni Sievers, Hannoverani, descriptae, Nova acta Academiae Scientiarum Imperialis Petropolitanae, Petropoli (St. Petersburg) 1797
- Observations faites dans un voyage entrepris dans les gouvernements méridionaux de l’empire de Russie, dans les années 1793 et 1794. Martini, Leipzig 1799–1801.
- Species astragalorum. Martini, Leipzig 1800. doi:10.5962/bhl.title.46625
- Travels through the southern provinces of the Russian empire, in the years 1793 and 1794 : in 2 vol.; with many coloured vignettes, plates, and maps. Longman and Rees, London (Universitäts- und Landesbibliothek Düsseldorf)
  - 1 (1802).
  - 2 (1803).
- Illustrationes plantarum imperfecte vel nondum cognitarum. Leipzig 1803.
- Travels through the southern provinces of the Russian empire, performed in the years 1793 and 1794. Ridgway & McMillan, London 1803.
- Voyages entrepris dans les gouvernemens méridionaux de l’empire de Russie. Paris 1805.
- Physikalisch-topographisches Gemälde von Taurien. Leipzig 1806.
- Description du Tibet, d’après la Relation des Lamas Tangoutes, établis parmi les Mongols. Bossange, Masson & Besson, Paris 1808.
- Animalia monocardia seu Frigidi sanguinis imperii Rosso Asiatici. 1811.
- Travels through the southern provinces of the Russian empire, in the years 1793 and 1794. Stockdale, London 1812.
- Viaggi del signor Pallas in diverse province dell’imperio Russo sino ai confini della China. Sonzogno, Mailand 1816.
- Zoographia Rosso-Asiatica, sistens omnium animalium in extenso Imperio Rossico et adiacentibus maribus observatorum recensionem, domicilia, mores et descriptiones anatomen atque icones plurimorum. St. Petersburg 1831. doi:10.5962/bhl.title.42222

## Homenagens
Muitos animais foram nomeados em sua homenagem, incluindo: 
- gato-de-pallas (Felis manul)
- felosa-de-pallas (Phylloscopus proregulus)
- alcatraz-de-cabeça-preta-de-pallas (Larus ichthyaetus)
- cortiçol-de-pallas (Syrrhaptes paradoxus)
- escrevedeira-de-pallas (Emberiza pallasi)
- felosa-de-pallas (Locustella certhiola)